# Бялы-Бур (гмина)
Бялы-Бур (пол. Biały Bór) — гмина (волость) в Польше, входит как административная единица в Щецинецкий повет, Западно-Поморское воеводство. Население — 5176 человек (на 2005 год).

## Соседние гмины
1. Гмина Щецинек
2. Повет-щецинецки
3. Гмина Боболице
4. Гмина Полянув
5. Повет-кошалиньски
6. Воевудзтво-поморске
7. Гмина Мястко
8. Повет-бытовски
9. Гмина Кочала
10. Гмина Жеченица
11. Повет-члуховски